# Riedenburg
Riedenburg is een plaats in de Duitse deelstaat Beieren, en maakt deel uit van het Landkreis Kelheim.
Riedenburg telt 6.119 inwoners.

## Indeling gemeente
De stad Riedenburg is in de periode 1972-1978 uitgebreid met de volgende delen:
- Baiersdorf
- Buch
- Eggersberg
- Hattenhausen
- Jachenhausen
- Lintlhof
- Meihern
- Otterzhofen
- Perletzhofen
- Prunn
- Schaitdorf
- Schambach
- Ried
- Than

Abensberg ·
Aiglsbach ·
Attenhofen ·
Bad Abbach ·
Biburg ·
Elsendorf ·
Essing ·
Ihrlerstein ·
Hausen ·
Herrngiersdorf ·
Kelheim (stad) ·
Kirchdorf ·
Langquaid ·
Mainburg ·
Neustadt an der Donau ·
Painten ·
Riedenburg ·
Rohr in Niederbayern ·
Saal an der Donau ·
Siegenburg ·
Teugn ·
Train ·
Volkenschwand ·
Wildenberg